# Скална овесарка
Скална овесарка (Emberiza buchanani) е вид птица от семейство Овесаркови (Emberizidae).

## Разпространение и местообитание
Разпространен е в Азербайджан, Армения, Афганистан, Грузия, Индия, Ирак, Иран, Казахстан, Китай, Монголия, Пакистан, Русия, Таджикистан, Туркменистан, Турция и Узбекистан.